# 後藤孝志
後藤 孝志（ごとう こうじ、本名：後藤 孝次（読み同じ）、1969年5月14日 - ）は、愛知県一宮市出身の元プロ野球選手、野球指導者。守備位置は内野手（三塁手・一塁手）及び外野手。1991年までは本名を登録名としていた。

## 経歴

### プロ入り前
小学校では捕手として近藤真市とバッテリーを組んだ。中京高校では、1987年に一塁手、四番打者として夏の甲子園に出場。準々決勝に進むが、エース島田直也を擁する常総学院に敗退。高校の1年下に木村龍治がいる。高校通算33本塁打を放った。
実兄の後藤篤は高校野球の監督を務め、豊田大谷高校監督時代には甲子園出場経験がある。その時の主力選手に古木克明がいた。

### 巨人時代
1987年のドラフト2位で読売ジャイアンツに入団。入団当時の背番号は50。名字の（ごとう）に掛かっていたこともあり気に入っていた。また、入団当時の目標は「原辰徳選手と一緒にスタメンに入ること」であり、この目標は原引退の年に達成されている。原は後藤の仲人でもある。
入団後3年間は二軍生活が続き、1991年に一軍初出場。同年は17試合に出場し、3安打を打った。
1992年は再び一軍出場なしに終わった。
1993年は2年ぶりに一軍出場を果たすが、4試合しか出場できず、1安打も打てなかった。また、二軍では、4月29日のヤクルトスワローズ戦で内山憲一から死球を受けて激高し、内山に駆け寄って膝蹴りするなどの暴行を働き、退場処分となった（後日、戒告と制裁金3万円）。
1994年は20試合に出場したが、控えでの出場ばかりでこの年も安打を打てなかった。
1995年は開幕3戦目のシーズン初打席でテリー・ブロスからプロ初本塁打（チームのシーズン初本塁打）を放つ。これは、チームがブロス相手に0勝5敗、防御率0.23で（39回1/3で1失点）に抑えられていたシーズンでの唯一の得点であった。その後も出場機会を増やし、51試合の出場ながら打率.343を記録した。しかし、8月13日の守備で左足首外側じん帯損傷を負い、その後は出場機会なくシーズンを終えた。
1996年は前年に負った怪我の影響で一軍出場は6月からだったが59試合に出場し、打率.285を記録。チームのリーグ優勝に貢献、日本シリーズにも出場したが5打数ノーヒットで終わった。またプロ入りしてから初めて打席数が100を超えた。
1997年は5月から不振のルイス・サントスに代わり三塁で先発出場するなど更に出場機会を増やし、80試合に出場した。
1998年は打率が.250を下回るなど不調に苦しんだ1年となったが、自身初となる100試合出場を果たし、104試合に出場した。
1999年から背番号を00に変更。7月10日の対広島東洋カープ戦（東京ドーム）で3球連続して自打球を当てたことがある。その日の実況と解説は日本テレビの今井伊佐男アナウンサーと中畑清であり、2球目が当たった際にベンチの味方選手が笑っていたのを見て「笑えないですよ」「笑ったら失礼ですよね」などと言っていたが、3球目が当たった際は2人とも笑ってしまっていた。このシーンはその年の珍プレーにも取り上げられた。同年は自己最多の112試合に出場し、ガッツ溢れる勝負強い打撃のほか、内外野どこでも守れたため重宝された。
2000年は94試合に出場し、チーム3年ぶりのリーグ優勝に貢献し日本シリーズでは最終第6戦でシリーズ初安打を放った。
2001年は前年より出場機会を減らし、66試合の出場に終わった。
2002年はシーズンでの成績は、86試合の出場で打率.233と精彩を欠いてしまったが、西武ライオンズとの日本シリーズ第4戦で松坂大輔からダメ押しとなる適時三塁打を打ち、チームの日本一に貢献した。松坂からはオープン戦で本塁打を打っており、相性が良かった。
2003年は9回に数多く起用され決勝本塁打や同点適時打を打つなど代打の切り札的存在として活躍し、「ミスター9回」または「9回の男」の異名が付いた。73試合の出場ながら、打率.283と前年より復調した。
2004年は新監督に堀内恒夫が就任した。この年は68試合に出場するもこれまでのような打撃が残せず、打率.208に終わった。
2005年は開幕直前に西武から後藤光貴が移籍してきたため、スコアボードの表記は「後藤孝」となった。この年は堀内監督の構想から完全に外れて1度も一軍出場することができず、戦力外通告を受けて現役引退を表明した。最終戦の広島戦が引退試合となり、同年初出場となった。この試合では代打の1打席のみの出場だったが凡退した。結局同年はこの1試合のみの出場で1994年以来の無安打で現役生活に別れを告げることとなった。現役時代は清原和博と行動を共にすることが多かったため、「清原の子分」と報道されることが度々あった。

### 引退後
引退後の2006年、復帰したばかりの原の勧めもあり、巨人が球団提携しているニューヨーク・ヤンキース傘下1Aのタンパ・ヤンキースにコーチ留学。自身から自費での留学を申し出て、高校時代はノースカロライナ州グリーンズボロ、大学時代はシアトルに留学経験を持つ夫人から英会話の猛特訓を受けた。2月6日からキャンプ地のフロリダ州タンパに入り、高校生のような若い選手に混じって汗を流した。主にメンタルコーチングを学んだが、留学中は「何でも吸収しよう」と打撃だけではなく、野球の全てを学んだ。自身は左打ちながら全体では右打者の方が多いのでノックを右でも打てるようにするなど、ヤンキースのコーチングマニュアルから多くを得た。
帰国後の2007年、北信越BCリーグ・新潟アルビレックス・ベースボール・クラブ初代監督に就任。チームは最下位に終わり、一時は翌年も続投と伝えられたが、11月8日に「球団運営方針についての考え方の相違」を理由に翌年の契約を結ばないことが球団から発表された。チームからは10月に外野手の小西翔が群馬ダイヤモンドペガサスに移籍しており、移籍の理由のひとつに「監督と合わなかった」との話も出ていた。
退任後の2008年、J SPORTS解説者を務める傍ら、幼児を中心とした野球スクール「TOKYO GUTSベースボールクラブ」を設立。コーチ陣には巨人時代の同僚である原俊介や十川孝富らが在籍し、子供達に野球を伝えた。
2012年、東海大学臨時コーチに就任。横井人輝監督と同じ愛知県出身の縁で就任し、沖縄キャンプからチームをサポート。菅野智之がバント練習に着手することについて、「それに気づいてるのが凄い。（通算159勝の）槙原さんはバントがうまかったら200勝していた」とバントの重要性を強調していた。
2013年にはヤンキースのキャンプ特別コーチに就任し、キャンプ終了後は、1Aスタテンアイランド・ヤンキースのコーチを務めた。
帰国後は古巣・巨人に復帰して、二軍育成コーチ（2014年）→二軍内野守備・走塁コーチ（2015年）→三軍外野守備・走塁コーチ（2016年）→三軍外野守備・打撃コーチ（2017年）を歴任し、2015年4月28日には「侍ジャパン大学日本代表 対 NPB選抜」のNPB選抜コーチを務めることが発表された。在任中は試合を見ながら、絶えず「自分が一軍コーチになった時にどうアドバイスし、どう状況判断をするのか」というシミュレーションを繰り返していた。
2017年のシーズンオフに退団すると、韓国KBO・斗山ベアーズにインストラクターとして招聘され、2018年からは一軍打撃コーチに就任。巨人コーチ時代のシミュレーションを発揮する場を得ると、後藤は自分自身をパーソナルコーチではなく、チームが得点を挙げるための「得点コーディネーター」と位置づけた。打高投低が顕著な韓国はリーグ防御率が5.17と高く、5点取っても勝てない計算になるため、そこで設定したのが1試合6点×144試合となる864得点を目標に掲げた。打順編成を任された後藤はアメリカで得た知識を生かし、3人の打者のうち1人が安打を打つことを想定して打順を組む「3・3・3」の法則と、2人で1本の「2・2・2」の法則を相手投手や打者のコンディションを見極めながら日々組み換えた。さらに6人に1人は四球で出塁することを念頭に、いかに得点につなげるかをコーディネートしていった。その結果、今季の得点は目標を大きく上回るリーグトップの944得点（1試合平均6.56点）を叩き出し、チーム打率も.309とリーグ唯一の3割超えという強力打線を築き上げ、韓国シリーズ進出に貢献。選手個々では44本塁打、133打点で2冠王となった金宰煥をはじめレギュラーメンバーの大半が自己最高の成績を残すシーズンになった。特にプロ13年目の左打者で、今季がレギュラーに定着して2年目という遅咲きの崔周煥は打率.333、本塁打は昨季の7本から26本に数を増やし、打点も倍増の108打点を記録。主力選手が好成績を残したが、控え捕手の朴世爀は後藤のことを「いつも気に掛けてくれる父親みたいな存在」と話すなど、後藤は結果を残すことができなかった控え選手への気遣いを忘れなかった。9月30日のLG戦では主力打者・梁義智の頭に相手投手のフォークのすっぽ抜けが直撃してその場に倒れ込んでしまったが、その瞬間、誰よりも早くベンチから飛び出し梁義智に駆け寄って心配そうな表情で梁義智に声を掛けた。
帰国後は再び巨人に復帰し、一軍打撃兼外野守備コーチ（2019年）→一軍野手総合コーチ（2020年）→一軍野手チーフコーチ（2021年）、→三軍打撃コーチ（2022年）を務めた。なお、この間は毎年背番号が変更されており、2020年は90、2021年は88、2022年は105を着用した。
2022年10月17日、斗山ベアーズのコーチに復帰。

## 選手としての特徴・人物
パンチ力を秘める勝負強い打撃と俊足、内・外野複数ポジションを守れるユーティリティー性が武器。現役時代は主に準レギュラー、代打などスーパーサブとして活躍。また、ガッツ溢れるプレーなどでチームのムードメーカーとなり、多くのファンを魅了した。
地元が愛知県であり、子供向けファンクラブ「少年ドラゴンズ」の会員だったほどの大の中日ドラゴンズファン。幼少期からよくナゴヤ球場に観戦に行っていたという。高校生の時、巨人に入団した槙原寛己（後藤と同じく愛知県出身）に「名古屋の裏切り者」と大声でヤジを飛ばし、自身が巨人に入団した際、槙原が後藤の声を聞いた時「よくもナゴヤ球場で、裏切り者!とヤジを飛ばしやがって」といういきさつを『関口宏の東京フレンドパークII』で公表した。中日の応援歌である「燃えよドラゴンズ!」は最新版まで歌えるが、巨人の応援歌『闘魂こめて』は「全く歌えない」と、『東京フレンドパークII』で槙原に暴露されている。
かつて自分の指揮官であった長嶋茂雄からは「ジプ」と呼ばれていた。上記のように複数色々なポジションを守れることから、ジプシーの由来でこう呼ばれた。後藤によると、自分を「ジプ」と呼んでいたのは長嶋とその側近の人だけだったという。

## 詳細情報

### 年度別打撃成績
| 年 度      | 球 団      | 試 合 | 打 席 | 打 数 | 得 点 | 安 打 | 二 塁 打 | 三 塁 打 | 本 塁 打 | 塁 打 | 打 点 | 盗 塁 | 盗 塁 死 | 犠 打 | 犠 飛 | 四 球 | 敬 遠 | 死 球 | 三 振 | 併 殺 打 | 打 率 | 出 塁 率 | 長 打 率 | O P S |
| ---------- | ---------- | ----- | ----- | ----- | ----- | ----- | -------- | -------- | -------- | ----- | ----- | ----- | -------- | ----- | ----- | ----- | ----- | ----- | ----- | -------- | ----- | -------- | -------- | ----- |
| 1991       | 巨人       | 17    | 23    | 22    | 3     | 3     | 0        | 0        | 0        | 3     | 1     | 2     | 1        | 0     | 0     | 1     | 0     | 0     | 5     | 1        | .136  | .174     | .136     | .310  |
| 1993       | 巨人       | 4     | 5     | 3     | 1     | 0     | 0        | 0        | 0        | 0     | 0     | 0     | 0        | 1     | 0     | 1     | 0     | 0     | 0     | 0        | .000  | .250     | .000     | .250  |
| 1994       | 巨人       | 20    | 7     | 6     | 1     | 0     | 0        | 0        | 0        | 0     | 0     | 0     | 0        | 0     | 0     | 1     | 0     | 0     | 2     | 0        | .000  | .143     | .000     | .143  |
| 1995       | 巨人       | 51    | 81    | 67    | 19    | 23    | 3        | 0        | 4        | 38    | 9     | 8     | 3        | 0     | 0     | 10    | 1     | 4     | 11    | 0        | .343  | .457     | .567     | 1.024 |
| 1996       | 巨人       | 59    | 138   | 123   | 18    | 35    | 9        | 0        | 2        | 50    | 16    | 1     | 2        | 0     | 2     | 11    | 1     | 2     | 14    | 3        | .285  | .348     | .407     | .754  |
| 1997       | 巨人       | 80    | 203   | 180   | 23    | 49    | 14       | 1        | 3        | 74    | 13    | 1     | 5        | 1     | 1     | 19    | 2     | 2     | 31    | 3        | .272  | .347     | .411     | .758  |
| 1998       | 巨人       | 104   | 204   | 178   | 28    | 44    | 7        | 1        | 2        | 59    | 11    | 3     | 1        | 5     | 1     | 19    | 0     | 1     | 33    | 2        | .247  | .322     | .331     | .653  |
| 1999       | 巨人       | 112   | 217   | 198   | 24    | 54    | 7        | 0        | 7        | 82    | 16    | 3     | 1        | 7     | 1     | 9     | 1     | 2     | 27    | 1        | .273  | .310     | .414     | .724  |
| 2000       | 巨人       | 94    | 127   | 108   | 20    | 29    | 3        | 0        | 6        | 50    | 17    | 0     | 1        | 5     | 1     | 12    | 2     | 1     | 25    | 3        | .269  | .344     | .463     | .807  |
| 2001       | 巨人       | 66    | 80    | 66    | 9     | 18    | 2        | 0        | 1        | 23    | 4     | 0     | 0        | 2     | 1     | 10    | 0     | 1     | 13    | 0        | .273  | .372     | .348     | .720  |
| 2002       | 巨人       | 86    | 132   | 120   | 12    | 28    | 3        | 0        | 1        | 34    | 8     | 1     | 1        | 2     | 0     | 8     | 0     | 2     | 18    | 3        | .233  | .292     | .283     | .576  |
| 2003       | 巨人       | 73    | 134   | 120   | 12    | 34    | 4        | 0        | 4        | 50    | 19    | 1     | 0        | 1     | 2     | 9     | 0     | 2     | 23    | 4        | .283  | .338     | .417     | .755  |
| 2004       | 巨人       | 68    | 77    | 72    | 8     | 15    | 2        | 0        | 0        | 17    | 5     | 0     | 1        | 0     | 1     | 4     | 0     | 0     | 19    | 2        | .208  | .247     | .236     | .483  |
| 2005       | 巨人       | 1     | 1     | 1     | 0     | 0     | 0        | 0        | 0        | 0     | 0     | 0     | 0        | 0     | 0     | 0     | 0     | 0     | 0     | 0        | .000  | .000     | .000     | .000  |
| 通算：15年 | 通算：15年 | 835   | 1429  | 1264  | 178   | 332   | 54       | 2        | 30       | 480   | 119   | 20    | 16       | 24    | 10    | 114   | 7     | 17    | 221   | 22       | .263  | .330     | .380     | .709  |

### 年度別守備成績
| 年 度 | 一塁  | 一塁  | 一塁  | 一塁  | 一塁  | 一塁     | 二塁  | 二塁  | 二塁  | 二塁  | 二塁  | 二塁     | 三塁  | 三塁  | 三塁  | 三塁  | 三塁  | 三塁     | 外野  | 外野  | 外野  | 外野  | 外野  | 外野     |
| 年 度 | 試 合 | 刺 殺 | 補 殺 | 失 策 | 併 殺 | 守 備 率 | 試 合 | 刺 殺 | 補 殺 | 失 策 | 併 殺 | 守 備 率 | 試 合 | 刺 殺 | 補 殺 | 失 策 | 併 殺 | 守 備 率 | 試 合 | 刺 殺 | 補 殺 | 失 策 | 併 殺 | 守 備 率 |
| ----- | ----- | ----- | ----- | ----- | ----- | -------- | ----- | ----- | ----- | ----- | ----- | -------- | ----- | ----- | ----- | ----- | ----- | -------- | ----- | ----- | ----- | ----- | ----- | -------- |
| 1991  | -     | -     | -     | -     | -     | -        | -     | -     | -     | -     | -     | -        | 8     | 1     | 9     | 2     | 0     | .833     | 6     | 1     | 0     | 1     | 0     | .500     |
| 1993  | -     | -     | -     | -     | -     | -        | -     | -     | -     | -     | -     | -        | -     | -     | -     | -     | -     | -        | 1     | 1     | 0     | 0     | 0     | 1.000    |
| 1994  | 10    | 17    | 1     | 0     | 1     | 1.000    | -     | -     | -     | -     | -     | -        | -     | -     | -     | -     | -     | -        | 2     | 0     | 0     | 0     | 0     | -        |
| 1995  | 5     | 5     | 0     | 0     | 1     | 1.000    | -     | -     | -     | -     | -     | -        | 8     | 8     | 8     | 2     | 0     | .889     | 16    | 17    | 0     | 0     | 0     | 1.000    |
| 1996  | 9     | 37    | 3     | 1     | 6     | .976     | -     | -     | -     | -     | -     | -        | 23    | 13    | 33    | 3     | 4     | .939     | 15    | 24    | 2     | 0     | 1     | 1.000    |
| 1997  | 1     | 6     | 0     | 0     | 2     | 1.000    | -     | -     | -     | -     | -     | -        | 47    | 17    | 55    | 1     | 2     | .986     | 26    | 35    | 0     | 0     | 0     | 1.000    |
| 1998  | 15    | 23    | 1     | 0     | 1     | 1.000    | -     | -     | -     | -     | -     | -        | 55    | 24    | 55    | 5     | 5     | .940     | 22    | 27    | 1     | 0     | 0     | 1.000    |
| 1999  | 20    | 37    | 2     | 0     | 2     | 1.000    | -     | -     | -     | -     | -     | -        | 45    | 36    | 62    | 5     | 5     | .951     | 33    | 22    | 0     | 0     | 0     | 1.000    |
| 2000  | 21    | 53    | 1     | 1     | 4     | .982     | 1     | 1     | 2     | 0     | 0     | 1.000    | 4     | 1     | 3     | 0     | 0     | 1.000    | 22    | 25    | 0     | 0     | 0     | 1.000    |
| 2001  | 5     | 7     | 0     | 0     | 1     | 1.000    | -     | -     | -     | -     | -     | -        | 8     | 3     | 9     | 0     | 2     | 1.000    | 18    | 9     | 1     | 0     | 0     | 1.000    |
| 2002  | 32    | 87    | 3     | 1     | 3     | .989     | -     | -     | -     | -     | -     | -        | 19    | 7     | 17    | 2     | 2     | .923     | 11    | 5     | 1     | 0     | 0     | 1.000    |
| 2003  | 16    | 51    | 5     | 0     | 4     | 1.000    | -     | -     | -     | -     | -     | -        | 11    | 5     | 13    | 0     | 1     | 1.000    | 23    | 19    | 0     | 0     | 0     | 1.000    |
| 2004  | 18    | 16    | 3     | 0     | 2     | 1.000    | -     | -     | -     | -     | -     | -        | 7     | 2     | 8     | 0     | 1     | 1.000    | 5     | 0     | 1     | 0     | 0     | 1.000    |

### 年度別監督成績
北信越BCリーグ
| 年 度     | 球 団     | 順 位     | 試 合 | 勝 利 | 敗 戦 | 引 分 | 勝 率 | 本 塁 打 | 打 率 | 防 御 率 | 年 齡 |
| --------- | --------- | --------- | ----- | ----- | ----- | ----- | ----- | -------- | ----- | -------- | ----- |
| 2007      | 新潟      | 4位       | 72    | 18    | 52    | 2     | .257  | 39       | .254  | 5.71     | 38歳  |
| 通算：1年 | 通算：1年 | 通算：1年 | 72    | 18    | 52    | 2     | .257  |          |       |          |       |

### 記録
初記録
- 初出場：1991年4月7日、対中日ドラゴンズ2回戦（東京ドーム）、8回裏に川相昌弘の代打として出場
- 初打席：同上、8回裏に西本聖の前に投ゴロ
- 初盗塁：1991年4月10日、対阪神タイガース2回戦（阪神甲子園球場）、9回表に二盗（投手：御子柴進、捕手：吉田博之）
- 初先発出場：1991年4月13日、対広島東洋カープ2回戦（広島市民球場）、7番・右翼手として先発出場
- 初安打：1991年4月27日、対横浜大洋ホエールズ4回戦（横浜スタジアム）、4回表に田辺学から中前安打
- 初打点：同上、5回表に岡本透から右前適時打
- 初本塁打：1995年4月9日、対ヤクルトスワローズ3回戦（東京ドーム）、5回裏に木田優夫の代打として出場、テリー・ブロスから右越ソロ

### 背番号
- 50（1988年 - 1998年、2007年）
- 00（1999年 - 2005年）
- 105（2014年、2022年）
- 84（2015年）
- 100（2016年 - 2017年）
- 89（2018年、2023年 - 2024年）
- 80（2019年）
- 90（2020年）[注 2]
- 88（2021年、2025年 - ）

### 登録名
- 後藤 孝次（ごとう こうじ、1988年 - 1991年）
- 後藤 孝志（ごとう こうじ、1992年 - ）

### 登場曲
- 「Samba De Janeiro」Bellini（2001年 - 2002年）
- 「Centerfold (130BPM Move It Remix)」Captain Jack（2003年）
- 「恋してムーチョ」TUBE（2004年）
- 「涙を虹に」TUBE（2004年）